# Marcela Britos
Marcela Britos, vollständiger Name Marcela Valeria Britos (* 26. Februar 1985 in Maldonado) ist eine uruguayische Leichtathletin.

## Karriere
Die 1,67 m große Britos startet in den Laufdisziplinen auf den Sprint- und Mittelstrecken. Sie nahm an den 2. IAAF/Westel Jugendweltmeisterschaften 2001 im ungarischen Debrecen teil. Im Juni 2004 wurde sie hinter Rejane Bispo Vizesüdamerikameisterin bei den U23-Südamerikameisterschaften auf der 800-Meter-Strecke. Als Teilnehmerin der Querfeldeinlauf-Südamerikameisterschaften 2005 erreichte sie über 4 Kilometer den 14. Platz. Bei den Leichtathletik-Weltmeisterschaften 2005 in Helsinki ging sie ebenfalls an den Start. Sie gehörte dem uruguayischen Aufgebot bei den Südamerikaspielen 2006 in Buenos Aires an. Dort gewann sie mit einer gelaufenen Zeit von 2:09,0 min im 800-Meter-Lauf die Silbermedaille. Im November 2006 folgte erneut der 2. Platz über 800 Meter bei den U23-Südamerikameisterschaften. Im Rahmen der Leichtathletik-Südamerikameisterschaften 2007 erreichte sie über 800 Meter Rang 3. Im selben Jahr wird sie auch als Teilnehmerin bei den Weltmeisterschaften in Osaka geführt. Sie war Mitglied des uruguayischen Olympiakaders bei den Olympischen Spielen 2008 in Peking. Bei den Spielen schied sie im Vorlauf über 800 Meter aus.
Britos ist auch heute (Stand: 15. Juni 2015) noch Mitinhaberin des uruguayischen U18-Landesrekords mit der Schwedenstaffel (100-200-300-400-Meter). Diesen lief sie mit einer Zeit von 2:24,50 min am 20. Oktober 2002 bei den Jugendsüdamerikameisterschaften gemeinsam mit der uruguayischen Nationalstaffel in der Besetzung Britos, Camila de Mello, Jessica Miller und Gabriela Giménez.

## Erfolge
- 800 Meter – 2. Platz U23-Südamerikameisterschaften: 2004, 2006
- 800 Meter – 2. Platz Südamerikaspiele: 2006
- 800 Meter – 3. Platz Südamerikameisterschaften: 2007

## Persönliche Bestleistungen
- 100 Meter: 12,77 s, 20. August 2005, Montevideo (Wind: 0,0)
- 200 Meter: 25,88 s, 4. September 2005, Montevideo (Wind: 0,0)
- 400 Meter: 57,05 s, 6. März 2004, Montevideo
- 800 Meter: 2:06,22 min, 14. Juni 2008, Iquique
- 1500 Meter: 4:35,52 min, 16. April 2005, Santa Fe

Stand: 2. August 2015 (sofern nicht anders angegeben)